# تخریب بالا
تخریب بالا (انگلیسی: Demolition High) فیلمی در ژانر اکشن و مهیج است که در سال ۱۹۹۶ منتشر شد. از بازیگران آن می‌توان به کوری‌هایم، آلن تیک، دیک وان پاتن، جف کوبر، و گریت گراهام اشاره کرد.